# The Grinder (videojuego)
The Grinder es un videojuego de terror desarrollado por High Voltage Software para Wii, Xbox 360 y PS3, aunque las versiones de estas últimas dos es en tercera persona, mientras que la de Wii es un FPS. La versión de Wii fue finalmente cancelada.

## Argumento
En una visión apocalíptica de La Tierra, los vampiros, hombres lobo y zombis son reales, y los humanos se han adaptado a su presencia. Un grupo de cazamonstruos: Héctor, Doc, Miko y AJ, miembros de una organización llamada "Book" están decididos a matar a estas criaturas e investigar por qué se creó todo esto.

## Jugabilidad
En este juego, los jugadores controlan a uno de los cuatro personajes, cada uno con sus propias habilidades. Los jugadores deben usar ciertas técnicas para acabar con los enemigos y tener acceso a nuevas armas, algunas usándose en doble mano. El juego ofrecerá la opción de personalizar controles, y se ha dicho que será compatible con el Wii MotionPlus.
Tendrá opciones de juego multiplayer, a través de la Conexión Wi-Fi de Nintendo y será compatible con el Wii Speak. Cada nivel puede ser jugado en línea cooperativamente, con soporte para cuatro personas simultáneamente y tendrá múltiples caminos para avanzar.
En 2010 se confirmó en la Game Developers Conference una versión para Xbox 360 y Ps3, pero estas versiones serán en tercera persona a diferencia de la versión de Wii que será en primera persona.

## Personajes
- Héctor: Un cazarrecompensas mexicano que ha cumplido sus objetivos en todo el mundo. Héctor es jactancioso, arrogante y codicioso. Es una cazador profesional, pero ha molestado a mucha gente durante los años en que no pudo conseguir un trabajo en cualquiera de las compañías profesionales.

- Doc: Quiere averiguar qué ocasionó el problema de los monstruos. Doc fue un cazador por años, pero hizo a un lado esa vida tiempo atrás cuando una misión salió mal. Desde entonces, ha trabajado como un doctor.

- Miko: Miko es una asesina japonesa en busca de desafíos. Se ha aburrido con su trabajo, desde la noche en que uno de sus objetivos se transformó en hombre lobo. A pesar de casi haber sido asesinada, se encontró en una batalla emocionante e inmediatamente se dispuso a acabar con los monstruos.

- AJ: Una exploradora urbana que tuvo una mala experiencia y busca vengarse. AJ es la única sobreviviente de un ataque a ella y sus hermanas. Ella busca asesinar al monstruo que mató a sus hermanas en un campamento y así terminar su trabajo.

- Book: La organización responsable de enviar a los cuatro cazadores a acabar con los monstruos.

## Desarrollo
The Grinder hace uso del motor Quantum3, que High Voltage confirmó que gracias a este motor gráfico habrá un mayor número de enemigos en pantalla. Los desarrolladores están trabajando en un juego que no contenga tiempos de carga. High Voltage trabajó previamente en Hunter: The Reckoning y confirmó que The Grinder fue una influencia de ese juego, y que Left 4 Dead fue sólo una inspiración.
The Grinder estaba en desarrollo sólo para Wii, pero luego se confirmó que sería lanzado para las demás plataformas. Mientras que la versión de Wii es un FPS, la versión de las otras plataformas es en tercera persona.
- Datos: Q7738312